# Мечеть в Бохониках
Мечеть в Бохониках (пол. Meczet w Bohonikach, тат.  Bohoniki mäçete) — деревянная мечеть, расположенная в деревне Бохоники в Подляском воеводстве Польши. Наряду с мечетью в Крушинянах является одним из двух мусульманских храмов, расположенных на «Татарской дороге», туристическом маршруте, знакомящем с жизнью и культурой расселившихся здесь более 600 лет назад татар.

## История
Точных сведений о строительстве мечети в Бохониках не сохранилось, предположительно она была возведена в конце XIX — начале XX веков. Возможной датой постройки называют 1873 год — датированные именно этим периодом элементы дверной рамы были обнаружены в ходе капитального ремонта здания, проведённого в 2005 году.
Во время Второй мировой войны мечеть была сильно повреждена попавшим в неё снарядом; позднее нацистскими войсками в здании был устроен госпиталь. После 1945 года мечеть несколько раз ремонтировали; также возникла идея о её расширении, однако консервативная часть общества выступила против этого.
В 2003 году жестяная крыша была заменена на черепичную. В 2005 году в рамках программы «Культурное наследие» в мечети был проведён капитальный ремонт и выполнены реставрационные работы.
22 октября 2012 года указом президента Польши мечети в Бохониках и Крушинянах и мусульманские кладбища при них были признаны памятником истории.

## Описание
Интерьер мечети разделён деревянной перегородкой на две части: бо́льшую для мужчин и меньшую для женщин. Обе комнаты имеют отдельные входы из общего вестибюля с обувными полками. Пол мечети устлан коврами, а на стенах висят выполненные в различных стилях аяты из Корана и изображения Мекки. Наиболее важной частью мужского зала, обращённой на юго-восток, являются михраб — ниша, указывающая направление Мекки, и минбар, используемый во время полуденной пятничной молитвы (в этой мечети она проводится раз в месяц).
Мечеть в Бохониках не имеет минарета, а лишь луковичный купол с позолоченным полумесяцем. Здание покрыто четырёхскатной крышей, снаружи и внутри облицовано лакированной доской.
Подход к мечети выложен брусчаткой. Участок в 44 сотки, на котором она стоит, засажен липами, клёнами и тополями и огорожен металлическим забором. Входные ворота имеют полукруглую форму, коричневого цвета и всегда открыты.